# Landtagswahl in Hessen 1987
- SPD: 44
- Grüne: 10
- FDP: 9
- CDU: 47

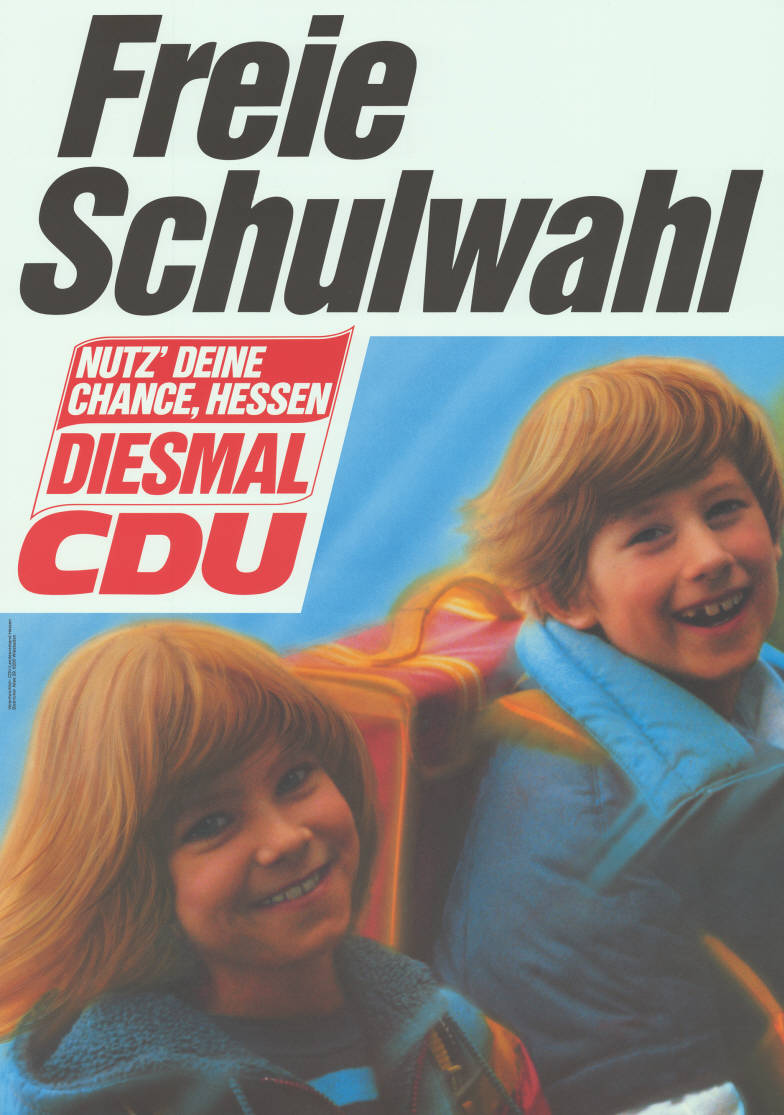
Wahlplakat der CDU

Die Wahlen zum 12. Hessischen Landtag fanden am 5. April 1987 statt.

## Ausgangssituation
Bei der vorhergehenden Landtagswahl im Jahr 1983 waren die „hessischen Verhältnisse“ bestätigt worden. Durch das erneute Auftreten der Grünen im Landtag hatten weder SPD noch CDU/FDP die Möglichkeit, alleine eine Regierung zu bilden.
Die vorgezogene Landtagswahl am 25. September 1983 ergab folgendes Bild:
| Partei | Stimmanteil | Sitze |
| ------ | ----------- | ----- |
| SPD    | 46,2 %      | 51    |
| CDU    | 39,4 %      | 44    |
| FDP    | 7,9 %       | 8     |
| GRÜNE  | 5,9 %       | 7     |

 *) An 100 fehlende Prozent = nicht im Landtag vertretene Parteien 
Trotz der deutlichen Distanzierung der SPD von den Grünen im Wahlkampf (bekannt wurde Holger Börners Aussage: „Fotos mit mir und den Grünen an einem Verhandlungstisch werden noch nicht einmal als Montage zu sehen sein“) kam es zu einer rot-grünen Zusammenarbeit.
Im Juni 1984 wurde Holger Börner mit den Stimmen der Grünen zum Ministerpräsidenten gewählt. Im Oktober 1985 kam es schließlich zur ersten rot-grünen Koalition in der Bundesrepublik. Sowohl die Tolerierungsphase als auch die Koalitionszeit wurden bestimmt durch den Konflikt zwischen „Fundis“ und „Realos“ auf Seiten der Grünen und diversen Konflikten zwischen den Koalitionspartnern SPD und Grüne. Die Opposition und Teile der Presse sprachen vom „Rot-Grünen Chaos“.
Im Februar 1987 zerbrach die Koalition an dem Streit über die Genehmigung für das Hanauer Nuklearunternehmen Alkem. Im April 1987 kam es daraufhin zu Neuwahlen.

## Wahlkampf
Neben den in der Öffentlichkeit ausgetragenen Konflikten zwischen und innerhalb der Regierungsparteien stand die Schulpolitik im Mittelpunkt des Wahlkampfes. Die SPD hatte zwar die Ende der 70er Jahre geplante Einführung der Gesamtschule als einziger Schulform nach massiven Elternprotesten Anfang der 80er Jahre zunächst zurückgestellt. Zentrales Ziel der SPD-Bildungspolitik war die Einführung einer Pflichtförderstufe (einer gemeinsamen Unterrichtung der Schüler der fünften und sechsten Klasse), die die CDU als „Zwangsförderstufe“ ablehnte. 1984 besuchten bereits zwei Drittel der Elf- und Zwölfjährigen diese „Förderstufe“. Vor der Wahl hatte Kultusminister Krollmann ein neues Schulgesetz eingebracht, das die Pflichtförderstufe für alle festschreiben sollte. Die Union warb mit dem Motto „Schulfreiheit“ (also dem Wahlrecht der Eltern zwischen Gesamtschule und gegliedertem Schulsystem) für eine liberale Schulpolitik und wollte die Eltern über die Schulform entscheiden lassen.
Die SPD kündigte an, erneut eine rot-grüne Koalition bilden zu wollen.
Die FDP warb mit dem Slogan „Weil mer se brauche“ und „FDP. der Schlüssel für Hessen“.

## Spitzenkandidaten
Die SPD trat nicht mehr mit Ministerpräsident Holger Börner, sondern mit Finanzminister Hans Krollmann als Spitzenkandidat an. Gegenkandidat der CDU war der ehemalige Frankfurter Oberbürgermeister und amtierende Bundesumweltminister Walter Wallmann. Spitzenkandidat der FDP war Wolfgang Gerhardt. Die Grünen gingen mit einer Doppelspitze in den Wahlkampf. Iris Blaul und Joschka Fischer führten die Grünen-Liste an.

## Amtliches Endergebnis
Die Neuwahl am 5. April 1987 ergab folgendes Ergebnis:
| Partei          | Stimmen absolut | Prozent | Wahl- kreisbe- werber | Direkt- man- date | Sitze |
| --------------- | --------------- | ------- | --------------------- | ----------------- | ----- |
| Wahlberechtigte | 4.167.871       |         |                       |                   |       |
| Wähler          | 3.346.992       | 80,3    |                       |                   |       |
| Gültige Stimmen | 3.313.184       | 99,0    |                       |                   |       |
|                 |                 |         |                       |                   |       |
| CDU             | 1.395.411       | 42,1    | 55                    | 29                | 47    |
| SPD             | 1.331.760       | 40,2    | 55                    | 26                | 44    |
| GRÜNE           | 311.395         | 9,4     | 55                    |                   | 10    |
| FDP             | 259.133         | 7,8     | 55                    |                   | 9     |
| DKP             | 9.168           | 0,3     | 55                    |                   |       |
| ÖDP             | 4.627           | 0,1     | 23                    |                   |       |
| FRAUEN          | 1.004           | <0,1    | 7                     |                   |       |
| UngüLtiG        | 244             | <0,1    | 2                     |                   |       |
| BUNTE           | 190             | <0,1    | 2                     |                   |       |
| Mündige Bürger  | 129             | <0,1    | 1                     |                   |       |
| Öko             | 123             | <0,1    | 1                     |                   |       |
| Total           | 3.313.184       | 100     | 311                   | 55                | 110   |

Das Wahlergebnis war ungewöhnlich knapp. Als gegen 20:30 Uhr alle für die Hochrechnungen ausgewählten Wahlbezirke ausgezählt waren, konnten die Meinungsforscher immer noch nicht sicher sagen, ob es ein Patt oder eine schwarz-gelbe Mehrheit geben würde. Erst mit der Verkündung des vorläufigen amtlichen Endergebnisses um 21:15 Uhr (die Auszählung war in Rekordzeit durchgeführt worden) stand fest, dass CDU und FDP eine regierungsfähige Mehrheit erzielt hatten.

## Wahlprüfung
Das Wahlprüfungsgericht beim Hessischen Landtag entschied mit Urteil vom 10. Dezember 1987 gegen die Einsprüche zur Wahl und erklärte die Wahl für gültig.

## Wahlanalyse
Das Ergebnis der Landtagswahl war in der Geschichte der Bundesrepublik recht ungewöhnlich: Es gelang Parteien, die die Bundesregierung stellten, in einer Landtagswahl die von der Opposition gestellte Regierung abzulösen. Tendenziell verliert eher die Bundesregierung in den Landtagswahlen (Denkzettelwahlen).
Die zeitliche Nähe zur Bundestagswahl wird ebenfalls als Grund dafür genannt, dass die Wahl zugunsten der Bonner Regierungsparteien ausging. So kurz nach der Wahl gab es noch keine Entscheidungen der neu bestätigten Bundesregierung, die im Land zu Stimmen gegen CDU und FDP geführt hätten.
| 0               | 18–24 Jahre       | 25–34 Jahre       | 35–44 Jahre       | 45–54 Jahre       | 60 Jahre und älter | Alle              |
| --------------- | ----------------- | ----------------- | ----------------- | ----------------- | ------------------ | ----------------- |
| 0               | Männer und Frauen | Männer und Frauen | Männer und Frauen | Männer und Frauen | Männer und Frauen  | Männer und Frauen |
| Wahlbeteiligung | 68,5              | 72,0              | 77,9              | 84,3              | 83,7               | 78,7              |
| 0               | 0                 | 0                 | 0                 | 0                 | 0                  | 0                 |
| CDU             | 33,9              | 30,8              | 38,7              | 44,3              | 48,8               | 41,2              |
| SPD             | 41,5              | 40,7              | 40,7              | 42,7              | 41,3               | 41,5              |
| Grüne           | 17,7              | 22,3              | 11,2              | 3,6               | 1,6                | 9,0               |
| FDP             | 6,3               | 5,7               | 8,8               | 9,2               | 7,8                | 7,8               |
| Sonstige        | 0,6               | 0,5               | 0,5               | 0,3               | 0,4                | 0,5               |
| 0               | Männer            | Männer            | Männer            | Männer            | Männer             | Männer            |
| Wahlbeteiligung | 70,8              | 72,5              | 78,6              | 84,6              | 88,0               | 80,0              |
| 0               | 0                 | 0                 | 0                 | 0                 | 0                  | 0                 |
| CDU             | 36,0              | 31,8              | 37,5              | 44,3              | 48,7               | 40,9              |
| SPD             | 40,7              | 41,0              | 41,2              | 42,8              | 40,2               | 41,3              |
| Grüne           | 16,3              | 20,9              | 11,7              | 3,2               | 1,9                | 9,2               |
| FDP             | 6,4               | 5,7               | 8,8               | 9,3               | 8,5                | 8,0               |
| Sonstige        | 0,6               | 0,5               | 0,7               | 0,3               | 0,6                | 0,5               |
| 0               | Frauen            | Frauen            | Frauen            | Frauen            | Frauen             | Frauen            |
| Wahlbeteiligung | 66,3              | 71,4              | 77,1              | 84,0              | 81,1               | 77,7              |
| 0               | 0                 | 0                 | 0                 | 0                 | 0                  | 0                 |
| CDU             | 31,6              | 29,8              | 39,9              | 44,2              | 48,9               | 41,5              |
| SPD             | 42,3              | 40,4              | 40,1              | 42,6              | 42,0               | 41,6              |
| Grüne           | 19,2              | 23,7              | 10,8              | 3,9               | 1,4                | 8,9               |
| FDP             | 6,3               | 5,6               | 8,8               | 9,0               | 7,4                | 7,6               |
| Sonstige        | 0,6               | 0,5               | 0,4               | 0,3               | 0,3                | 0,4               |

## Konsequenzen

### Hessen
Nach dem Wahlsieg der CDU kam es zur Koalition mit der FDP. Der ehemalige Oberbürgermeister von Frankfurt am Main (1977 bis 1986) und Bundesminister für Umwelt, Naturschutz und Reaktorsicherheit (1986 bis 1987) Walter Wallmann (CDU) wurde neuer Ministerpräsident (Kabinett Wallmann). Damit stellte die CDU erstmals einen hessischen Ministerpräsidenten.
Die SPD tat sich zunächst schwer in der für sie ungewohnten Oppositionsrolle in Hessen. Teile der Partei machten Hans Krollmann für die Wahlniederlage mit verantwortlich. Am 22. Februar 1988 übernahm Ernst Welteke den Fraktionsvorsitz der SPD.
Die neue CDU/FDP-Koalition setzte ihre Pläne zur Schulfreiheit mit dem Gesetz zur Wiederherstellung der freien Schulwahl im Lande Hessen um.
Bei der Verabschiedung des Gesetzes gelang der SPD eine kurzfristige Verzögerung. Der FDP-Abgeordnete Eberhard Weghorn erlitt im Mai 1987 einen schweren Autounfall und lag im Koma. Da die Landesregierung Walter Wallmann lediglich eine Stimme Mehrheit im Landtag hatte, führte dies dazu, dass die Opposition aus SPD und Grünen die Verabschiedung des Gesetzes zur Wiederherstellung der freien Schulwahl im Lande Hessen verzögern konnte. Durch das Verlassen des Plenarsaales machten die beiden Oppositionsfraktionen den Landtag beschlussunfähig. Dieser Boykott kam in der Öffentlichkeit so schlecht an, dass das Gesetz auf der Folgesitzung den Landtag passieren konnte.

### Über Hessen hinaus
Das Wahlergebnis wurde allgemein auf die Landespolitik zurückgeführt. Die Bundesregierung sah sich dennoch durch das Ergebnis bestätigt. Jedoch bestätigte sich die Regel, dass die Regierung im Bund in den Ländern verliert, bereits bei den folgenden Landtagswahlen in Hamburg.